# تاريخ الكاميرا

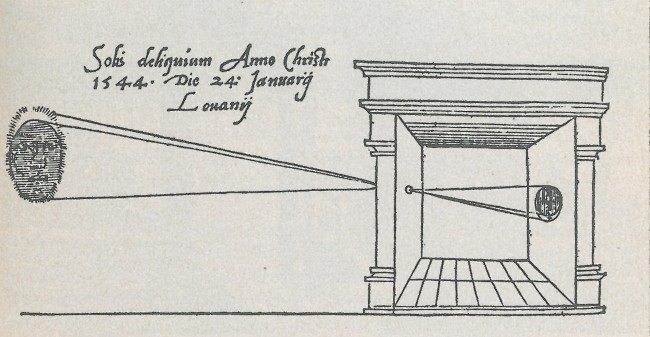
أول نشر لصورة عملية التصوير كانت في كتاب جيما فريسيوس عام 1545

بدأ تاريخ الكاميرا حتى قبل ظهور كاميرات التصوير الفوتوغرافي التي تطورت من الكاميرا المظلمة عبر أجيال عديدة من من تقنيات التصوير الفوتوغرافي ـ الداجيرية، كالوتيبس، الألواح الجافة والأفلام إلى العصر الحديث مع الكاميرات الرقمية وكاميرات الهواتف.

## حجرة التصوير (قبل القرن الثامن عشر)
كانت الكاميرا الفوتوغرافية بداية مبشرة للكاميرا المظلمة. حجرة الكاميرا (في اللاتينية تعني "الغرفة المظلمة") هي ظاهرة بصرية طبيعية تحدث عندما يجري عرض صورة مشهد على الجانب الآخر من الشاشة (أو على سبيل المثال الجدار) من خلال ثقب صغير في تلك الشاشة إذ تشكل صورة مقلوبة (من اليسار إلى اليمين رأسًا على عقب) على سطح مقابل الفتحة. أقدم سجل معروف لهذا المبدأ هو وصف للفيلسوف الصيني هان موزي (نحو 470 إلى 391 قبل الميلاد). أكد موزي بشكل صحيح أن صورة كاميرا الحجرة المظلمة مقلوبة لأن الضوء ينتقل في خطوط مستقيمة من مصدره. في القرن الحادي عشر، كتب الفيزيائي العربي ابن الهيثم كتبًا مؤثرة جدًا عن البصريات، بما في ذلك تجارب مع الضوء خلال فتحة صغيرة في غرفة مظلمة.
يعود استخدام العدسات في فتح حاجز أو غلق نافذة حاجب العدسة لغرفة مظلمة لعرض الصور المستخدمة كأداة مساعدة للرسم إلى 1550 ميلادي.
قبل اختراع عمليات التصوير الفوتوغرافي لم تكن هناك طريقة للحفاظ على الصور التي تنتجها هذه الكاميرات دون تعقبها. كانت أقدم الكاميرات بحجم الغرفة، مع مساحة لشخص واحد او أكثر بداخلها؛ تطورت بشكل تدريجي إلى نماذج صغيرة نسبيًا. بحلول عهد "نيبس" كانت الكاميرا الصندوقية المحمولة المظلمة متاحة للتصوير بسهولة. جرى تصميم أول كاميرا صغيرة ومحمولة بما يكفي لتجري عملية التصوير من قبل يوهان زان في عام 1685، على الرغم من مرور 150 عامًا تقريبًا قبل أن يصبح هذا التطبيق ممكنًا. كتب ابن الهيثم (965ـ1040 م)، وهو فيزيائي معروف باسم "الحسن"، مقالات مؤثرة للغاية عن الغرفة المظلمة، بما في ذلك تجارب مع الضوء من خلال فتحة صغيرة في غرفة مظلمة. يعود اختراع الكاميرا إلى أعمال ابن الهيثم الذي ينسب إليه اختراع الكاميرا ذات الثقب. في حين جرى وصف تأثيرات ضوء واحد يمر عبر الثقب في وقت سابق، قدم ابن الهيثم أول تحليل صحيح للكاميرا المظلمة، بما في ذلك أول وصف هندسي وكمي للظاهرة، وكان أول من استخدم شاشة غرفة مظلمة بحيث يمكن عرض صورة من جانب واحد من ثقب في السطح على شاشة على الجانب الآخر. وكان أول من فهم العلاقة بين النقطة المحورية والثقب، وأجرى أولى تجارب الصورة البعدية.
أصبحت كتابات ابن الهيثم عن البصريات مؤثرة للغاية في أوروبا من خلال الترجمات اللاتينية، إذ ألهمت أشخاصًا مثل ويلتو، جون بيكهام، روجر بيكون، ليوناردو دافنشي، رينيه ديكارت ويوهانس كبلر. استُخدمت حجرة التصوير كأدوات مساعدة للرسم منذ عام (1550م). ومنذ أواخر القرن السابع عشر، استُخدمت أجهزة التصوير المظلمة المحمولة في الخيام  والصناديق كأدوات رسم.

## الكاميرا الفوتوغرافية البدائية (من القرن 18 إلى القرن 19 م)
قبل تطوير كاميرا التصوير الفوتوغرافي، كان معروفًا منذ مئات السنين أن بعض المواد، مثل الأملاح الفضية، تصبح داكنة عند تعرضها لأشعة الشمس. في سلسلة من  التجارب، نشرت عام 1727، أوضح العام الألماني يوهان شوتلز أن سواد الأملاح كان بسبب الضوء وحده، ولم يتأثر بالحرارة أو التعرض للهواء. أظهر الكيميائي السويدي كارل فيلهلم شيل أن كلوريد الفضة كان عرضة بشكل خاص للتغميق من التعرض للضوء، وأنه بمجرد أن يصبح داكنًا، يصبح غير قابل للذوبان في محلول الأمونيا. كان أول شخص استخدم هذه الكيمياء لإنشاء الصور توماس ويدجوود. لإنشاء الصور، وضع ويدجوود عناصر، مثل الأوراق وأجنحة الحشرات، على أواني خزفية مطلية بنترات الفضة، وعرّض التركيب للضوء.
ومع ذلك، لم تكن هذه الصور دائمة،  فلم يستخدم ويدجوود آلية تثبيت. لقد فشل في النهاية في تحقيق هدفه المتمثل في استخدام العملية لإنشاء صور ثابتة التقطت بواسطة الكاميرا المظلمة. التقط جوزيف نيسيفور نيبس أول صورة دائمة لصورة الكاميرا في عام 1825 باستخدام كاميرا صندوقية خشبية منزلقة صنعها تشارلز وفينسنت شوفالييه في باريس. كان نيبس يجرب طرقًا لإصلاح صور الكاميرا المظلمة منذ عام 1816. تظهر الصورة التي نجح فيها نيبس في إنشاء المنظر من نافذته. جرى صنعها باستخدام تعريض لمدة 8 ساعات على بيوتر مغطى بالبيتومين. أطلق نيبس على عمليته "التصوير الشمسي". تقابل نيبسي مع المخترع لويس جاك مندي جاكير، ودخل الشريكان في شراكة لتحسين عملية التصوير الشمسي. أجرى نيبس مزيدًا من التجارب على مواد كيميائية أخرى لتحسين التباين في مخططاته الهليوغرافية. ساهم داغير في تحسين تصميم الكاميرا المظلمة، لكن الشراكة انتهت عندما توفي نيبس في عام 1833. نجح داغير في تطوير صورة عالية التباين وحادة للغاية من خلال تعريضها على صفيحة مطلية باليود الفضي، وتعريض هذه اللوحة مرة أخرى لبخار الزئبق. بحلول عام 1837، كان قادرًا على إصلاح الصور بمحلول ملح مشترك. أطلق على هذه العملية اسم "ديغيراتايب"، وحاول دون جدوى تسويقها لمدة عامين. في النهاية، بمساعدة العالم والسياسي فرانسوا أراغو، استحوذت الحكومة الفرنسية على عملية داغير للنشر العام. في المقابل، جرى تقديم معاشات تقاعدية إلى داغير وكذلك إيزيدور نجل نيبيس. في ثلاثينيات القرن التاسع عشر، اخترع العالم الإنجليزي ويليام هنري فوكس تالبوت بشكل مستقل عملية لالتقاط صور الكاميرا باستخدام الأملاح الفضية. على الرغم من استيائه من أن داغير قد هزمه بسبب الإعلان عن التصوير الفوتوغرافي، فقد قدم في 31 يناير 1839، كتيبًا إلى المؤسسة الملكية بعنوان بعض الحساب لفن الرسم الضوئي، والذي كان أول وصف منشور للتصوير الفوتوغرافي. في غضون عامين، طور تالبوت عملية من خطوتين لإنشاء صور فوتوغرافية على الورق، والتي أطلق عليها اسم كالوتايبس. كانت أول من استخدم الطباعة السلبية، والتي تعكس جميع القيم في عملية التكاثر - يظهر الأسود باللون الأبيض والعكس صحيح. تسمح الطباعة السلبية، من حيث المبدأ، بعمل عدد غير محدود من المطبوعات الإيجابية من الصورة السلبية الأصلية. قدمت عملية كالوتياب أيضًا قدرة صانع الطباعة على تغيير الصورة الناتجة من خلال تنقيح الصورة السلبية. لم تكن الأنماط الكالوتية شائعة أو منتشرة مثل أنواع ديغيراتايب، ويرجع ذلك أساسًا إلى حقيقة أن الأخير أنتج تفاصيل أكثر دقة. ومع ذلك، نظرًا إلى أن ديغيراتايب ينتج فقط طباعة موجبة مباشرة، فلا يمكن عمل نسخ مكررة. إنها العملية السلبية/ الإيجابية ذات الخطوتين التي شكلت الأساس للتصوير الفوتوغرافي الحديث.